# Pilumnoides rotundatus
Pilumnoides rotundatus är en kräftdjursart som först beskrevs av Garth 1940.  Pilumnoides rotundatus ingår i släktet Pilumnoides, överfamiljen Xanthoidea, ordningen tiofotade kräftdjur, klassen storkräftor, fylumet leddjur och riket djur. Inga underarter finns listade i Catalogue of Life.